# PUCP SAT - 1
El PUCP SAT 1 es un pequeño satélite peruano, lanzado junto con el Pocket PUCP el 21 de noviembre de 2013 desde la plataforma de Yasny, Rusia.  Este satélite fue construido por el Instituto de Radioastronomía de la Pontificia Universidad Católica del Perú con un costo cerca de 100 mil dólares. Con este satélite, el Perú ingresó a la Era Espacial.

## Características
El PUCP-Sat 1 es un nanosatélite de 1,240 gramos, de forma cúbica, de diez centímetros por cada lado y su estructura es de aluminio. Cuenta con celdas solares y una batería de polímero de litio, y tiene una vida útil prevista de 15 años. Tiene como misión recopilar información sobre el comportamiento térmico al interior del CubeSat a través de sus 19 sensores, de esta forma se podrá perfeccionar el diseño de futuros satélites, asimismo, tomará fotografías de la Tierra. Tiene una vida media de 15 años.

## Objetivos
Entre sus principales objetivos está la toma de fotografías, pruebas de funcionamiento de un sistema de estabilización basado en micro ruedas, investigación para el diseño térmico de futuros satélites, comunicaciones intersatelitales y el lanzamiento de un femtosatélite desde su interior.

## Lanzamiento
El PUCP-SAT 1 fue lanzado el 21 de noviembre de 2013, a bordo del cohete "Dnepr-1" en el cosmódromo de Yasny, Rusia. 